# Helmut Martin (Sinologe)
Helmut Martin (马汉茂, * 5. März 1940 in Kassel; † 8. Juni 1999 in Hattingen) war ein deutscher Sinologe. Sein Schwerpunkt war die moderne chinesische Literatur, darunter zuletzt besonders auch die Taiwans. Auf diesem Gebiet publizierte er mehrere hundert Schriften; außerdem war er Herausgeber mehrerer china-kundlicher Publikationsreihen.
Martin studierte Sinologie und Slawistik in  München, Belgrad, Paris und Heidelberg. 1966 promovierte er bei Wolfgang Bauer über Li Yu („Li Li-weng über das Theater“). Mit einem Post-Doc-Stipendium ging er im Anschluss an die Staatliche Universität Taiwan, wo er unter anderem eine 1970 erschienene 15-bändige Gesamtausgabe der Werke Li Yus bearbeitete. Nach einem Zwischenaufenthalt in Kyōto kehrte er in den frühen 1970er Jahren nach Deutschland zurück und war zunächst Chinareferent am Institut für Asienkunde in Hamburg. Dort gab er das Magazin China aktuell heraus und veröffentlichte 1977 gemeinsam mit seiner Frau Tienchi Martin-Liao das Langenscheidt-Wörterbuch Chinesisch-deutscher Wortschatz. Politik und Wirtschaft der VR China.
1977 habilitierte er bei Wolfgang Franke mit der Schrift Chinesische Sprachplanung.
Seit 1979 lehrte Martin als Professor am Lehrstuhl für Chinesische Sprache und Literatur an der Ruhr-Universität Bochum, daneben lehrte er als Gastprofessor an Universitäten in Ostasien und den USA. Auf seine Initiative geht auch das Landesspracheninstitut Nordrhein-Westfalen und 1993 die Gründung des Richard-Wilhelm-Übersetzungszentrum an der Ruhruniversität zurück, eines von drei Übersetzungszentren für chinesische Literatur weltweit. Seit 1990 engagierte er sich in der Deutschen Vereinigung für Chinastudien (DVCS) und war 1995 bis zu seinem Tod ihr Vorsitzender.

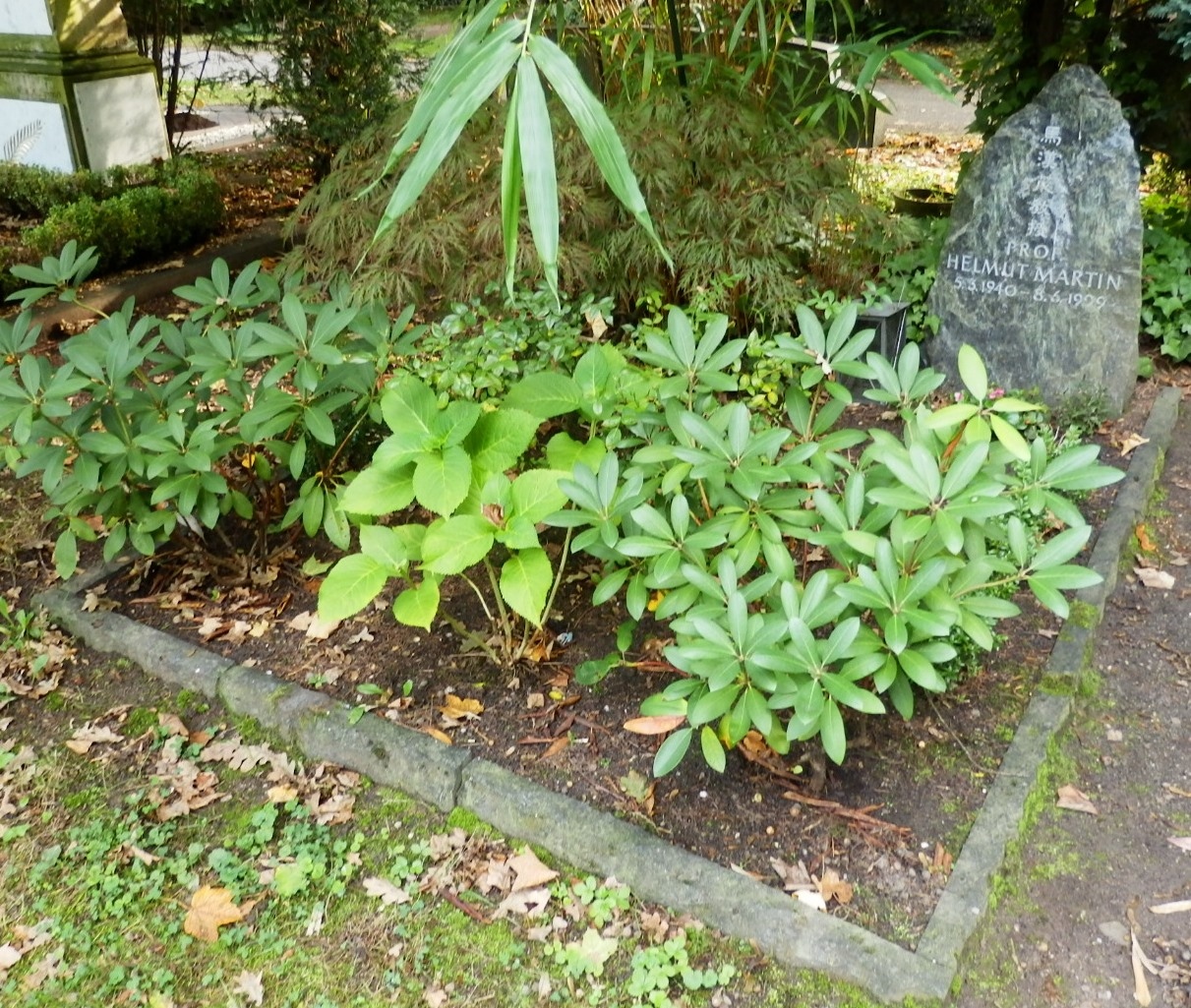
Grabstätte

Bereits seit 1974, als Martin unveröffentlichte Schriften von Mao Zedong übersetzte und herausgab, war sein Verhältnis zur Volksrepublik von Spannungen geprägt. Aufgrund seines wissenschaftlich-kritischen Verhältnisses zur chinesischen Führung, seiner Sympathie für gesellschaftskritische chinesische Schriftsteller und Intellektuelle sowie seiner deutlichen Stellungnahme zur gewaltsamen Beendigung der Demonstrationen auf dem Tian’anmen im Juni 1989 verhängte die Volksrepublik ein Einreiseverbot gegen den Wissenschaftler.
Am 8. Juni 1999 beging Martin im Alter von 59 Jahren Suizid. Er wurde auf dem Melaten-Friedhof in Köln (Flur 4 in O) beigesetzt.